# 물렁가시붉은새우
물렁가시붉은새우(Pandalopsis japonica)는 십각목 생이하목에 속하는 갑각류의 하나이다. 대한민국에서는 경상북도 울릉군 이북의 동해에서 발견되고, 일본에서는 오호츠크해로부터 홋카이도까지 잡힌다.
보통 꽃새우라고 부르고, 통틀어 도화새우, 가시배새우와 함께 독도새우라고 부르고 있다.